# Federica Brignone
Federica Brignone, född 14 juli 1990 i Milano, är en italiensk alpin skidåkare. Hon tävlar i flera discipliner, men har störst framgångar i slalom och i storslalom. Hennes bästa placering i världscupen är en förstaplats i storslalom den 24 oktober 2015. Tävlingen hölls i österrikiska Sölden. Brignone har även kommit tvåa och trea flera gånger i världscupsammanhang.
Hon gjorde världscupdebut (i storslalom) den 28 december 2007 i Lienz, Österrike.
I VM i Garmisch-Partenkirchen 2011 vann Brignone silver i storslalomtävlingen.
I december 2012 var Brignonge tvungen att opereras för en besvärande cysta i högra ankeln och fick därmed i stort sett hela säsongen 2013 spolierad.
Hon har tagit brons i storslalom vid  
olympiska vinterspelen 2018 och silver vid olympiska vinterspelen 2022 där hon också tog brons i kombination.
Brignone är dotter till den framgångsrika alpina skidåkaren Maria Rosa Quario.

## Bästa placeringar i världscupsammanhang
| Datum            | Land      | Ort           | Disciplin  | Placering |
| ---------------- | --------- | ------------- | ---------- | --------- |
| 28 november 2009 | USA       | Aspen         | Storslalom | 3:a       |
| 6 februari 2011  | Tyskland  | Arber-Zwiesel | Storslalom | 2:a       |
| 28 december 2011 | Österrike | Lienz         | Storslalom | 2:a       |
| 21 januari 2012  | Slovenien | Kranjska Gora | Storslalom | 2:a       |
| 9 mars 2012      | Sverige   | Åre           | Storslalom | 2:a       |
| 18 mars 2012     | Österrike | Schladming    | Storslalom | 3:a       |
| 29 november 2014 | USA       | Aspen         | Storslalom | 3:a       |
| 24 oktober 2015  | Österrike | Sölden        | Storslalom | 1:a       |
| 27 november 2015 | USA       | Aspen         | Storslalom | 3:a       |
| 12 december 2015 | Sverige   | Åre           | Storslalom | 3:a       |